# Moustafa Khalifé
Moustafa Khalifé (également orthographié Mustafa Khalifa) est un écrivain primé et un topographe syrien né en 1948, ancien détenu d'opinion. 

## Biographie

### Jeunesse
Moustafa Khalifé est né en 1948 à Jarabulus, près d'Alep, en Syrie. Il  passe son enfance à Alep où il commence à participer à des activités politiques dès l'adolescence. En conséquence de quoi il est envoyé en prison à deux reprises. À sa libération, Khalifé étudie la direction artistique et cinématographique en France et est arrêté à l'aéroport de Damas à son retour de Paris.  

### Emprisonnements
De 1982 à 1994, Khalifé est détenu sans jugement dans diverses prisons de sécurité de l'État, notamment dans la tristement célèbre prison de Palmyre et la prison militaire de Saidnaya,.  
L'Académie nationale des sciences indique qu'il a été emprisonné pour participation présumée au Parti communiste syrien, parti interdit. Amnesty International déclare Khalifé prisonnier d'opinion. 

### Vie privée
Son épouse, Sahar al-Bunni, est également arrêtée et emprisonnée sans jugement, en 1987, ainsi que ses deux frères, Akram et Anouar al-Bunni, écrivain et militant des droits humains, prisonniers politiques également,. 

### Exil
Bien qu'il ait été interdit de voyager en dehors de la Syrie, en 2006, Khalifé émigre aux Émirats arabes unis, puis il déménage en France, où il vit  aujourd'hui. 

## Travaux

### Romans autobiographiques

#### La coquille: Prisonnier politique en Syrie
Le livre de Moustafa Khalifé La coquille : Prisonnier politique en Syrie ( en arabe : Al-Qawqaʿa: Yawmiyyāt Mutalaṣṣiṣ) paru en 2008, est son premier livre, un récit, fortement autobiographique. Joseph Sassoon décrit le livre comme l'un des souvenirs les plus puissants de la littérature carcérale en arabe. Khalifé déclare qu'il considère son récit carcéral comme « un document et un témoignage ». Les éditeurs arabes se méfient d'abord de l'impression de ce roman autobiographique, dans lequel le personnage principal, tout comme l'auteur, est emprisonné pendant treize ans sous le régime de Hafez el-Assad. Cependant, l'éditeur franco-syrien Farouk Mardam-Bey intervient, publiant le livre avec l'éditeur français Actes Sud, après sa traduction en français par Stéphanie Dujols. Un an plus tard, l'éditeur arabe Dar al-Adab à Beyrouth publie le livre dans sa langue d'origine. Le livre est ensuite été traduit en anglais par Paul Starkey et publié par Interlink Books. Il est  traduit dans plusieurs autres langues, dont l'italien et l'espagnol, et en en allemand également.  

### Autres travaux

#### What if Bashar Assad wins? (Et si Bachar el-Assad gagne?)
En 2012, Souria Houria publie un article de Khalifé intitulé What if Bashar Assad wins? où l'auteur considère une « victoire hypothétique » du régime syrien. Khalifé examine quelles seraient les implications au niveau national, ainsi qu'aux niveaux régional et international, si le régime syrien gagnait sur son peuple révolté. 

#### L'impossible partition de la Syrie
En 2013, l'Arab Reform Initiative publie le document de recherche de Khalifé intitulé La partition impossible de la Syrie. Khalifé cartographie la composition ethnique et religieuse de la société syrienne, et discute également de l'économie syrienne, pour essayer d'étudier quand et comment une partition  pourrait se produire. Gary C. Gambill décrit l'étude de Khalifé comme « une excellente discussion sur les barrières démographiques à la partition ». Dans l'étude, Khalifé fait valoir que la partition de la Syrie le long de frontières sectaires conduirait à une catastrophe car elle ne parviendrait pas à rétablir la paix et constituerait également un danger pour la stabilité des pays voisins. Il soutient que ces facteurs ont conduit à l'échec de la partition en 1922, ce qui aurait donné aux Alaouites le contrôle d'un État plus petit, par conséquent, la partition de la Syrie reste une perspective "impossible". 

## Récompenses
- Le prix pour la liberté de pensée Ibn Rushd Prize for Freedom of Though en 2015